# Brooks Adams
Pour les articles homonymes, voir Adams.
Brooks Adams, né le 24 juin 1848 et mort le 13 février 1927, est un géopolitologue, historien, auteur, professeur d'université et écrivain. Il est membre de l'Académie américaine des arts et des lettres et de l'Académie américaine des arts et des sciences.

## Biographie
Il est le fils de Charles Francis Adams, Sr.. Il a été formé à Quincy, à Washington et en Europe, selon les changements de la résidence de son père. Il est diplômé de Harvard en 1870, a été admis au barreau et a pratiqué le droit jusqu'en 1881. Il a depuis contribué à de nombreux magazines et a publié The Gold Standard, The Emancipation of Massachusetts (1887), une étude sur l'évolution de la liberté religieuse, un essai historique, The Law of Civilization and Decay, et America's Economic Supremacy (1900). Son œuvre est caractérisée par la subtilité et l'originalité.